# 岐阜県立岐阜第一女子高等学校
岐阜県立岐阜第一女子高等学校（ぎふけんりつぎふだいいちじょしこうとうがっこう）は、かつて岐阜県岐阜市にあった公立の女子高等学校。

## 概要
普通科の女子高校であった。1988年（昭和63年）に普通科国際文化コースが設立され、1990年（平成2年）にはニュージーランドのパーマストンノース・ガールズハイスクールと姉妹校提携行うなど、国際交流や姉妹校での相互の留学を行うなどの特色があった。
1997年（平成9年）に岐阜県立岐阜西工業高等学校と統合し、岐阜県立岐阜総合学園高等学校の設立により廃校。廃校後は岐阜総合学園高校の鶉校舎として使用された後、校地校舎は岐阜県立華陽フロンティア高等学校に転用された。

## 沿革
- 1962年（昭和37年）3月1日 - 校名が「岐阜県立岐阜第一女子高等学校」に決定する。準備室は岐阜県立加納高等学校に設置された。
- 1963年（昭和38年）
  - 　3月28日 - 岐阜市羽島郡柳津町中学校組合立南部中学校の校地校舎を引き継ぐ。
  - 4月1日 - 開校。
  - 11月2日 - 開校式を行う。
- 1964年（昭和39年）5月 - 本館の一部（東半分）が完成。
- 1965年（昭和40年）
  - 8月 - 本館の残部（西半分）が完成。
  - 11月 - 校旗、校歌が完成。
- 1966年（昭和41年） - 通学生のために岐阜バス岐垣線[注釈 2]に「鶉ターミナル」バス停を設置[注釈 3]。
- 1967年（昭和42年）5月 - 体育館が完成。
- 1969年（昭和44年）7月 - 新館が完成。
- 1972年（昭和47年） - 南館が完成。
- 1974年（昭和49年） - 西館が完成。南部中学校から引き継いだ旧校舎を取り壊し、運動場を拡張。
- 1982年（昭和57年）3月 - 格技場が完成。
- 1988年（昭和63年） - 国際文化コースを設ける。
- 1990年（平成2年） - ニュージーランドパーマストンノース・ガールズハイスクールと姉妹校提携。
- 1997年（平成9年） - 普通科の募集を停止。岐阜県立岐阜西工業高等学校と統合し、岐阜県立岐阜総合学園高等学校の設立により廃校。岐阜総合学園高校鶉校舎となる。
- 1999年（平成11年） - 岐阜総合学園高校鶉校舎を廃止。